# Augustynolophus
Augustynolophus morrisi
Genre
Espèce
Synonymes
- † Saurolophus morrisi Prieto-Márquez & Wagner, 2013[2]

Augustynolophus est un genre éteint de dinosaures herbivores « à bec de canard » du sous-ordre des ornithopodes et de la famille des hadrosauridés. Ses fossiles ont été découverts en Amérique du Nord, dans la formation géologique de Moreno en Californie. Le niveau stratigraphique dans lequel ses fossiles ont été trouvés est daté de la partie terminale du Crétacé supérieur, du Maastrichtien supérieur, juste avant la grande extinction de la fin du Crétacé intervenue il y a environ entre 66 Ma (millions d'années), ce qui en fait l'un des derniers dinosaures non-aviens ayant existé.
Une seule espèce est rattachée au genre, Augustynolophus morrisi, d'abord décrite sous le nom de Saurolophus morrisi par Albert Prieto-Márquez (d) et Jonathan R. Wagner (d) en 2013, puis attribué à son propre genre, Augustynolophus, en 2015 par Prieto-Márquez et son équipe.

## Étymologie
Le nom découle d'une combinaison de la famille Augustyn, qui a aidé à soutenir le musée du comté de Los Angeles, et le suffixe "-lophus", se référant à sa relation avec Saurolophus. Le nom de l'espèce fait référence au paléontologue William Morris.

## Découverte

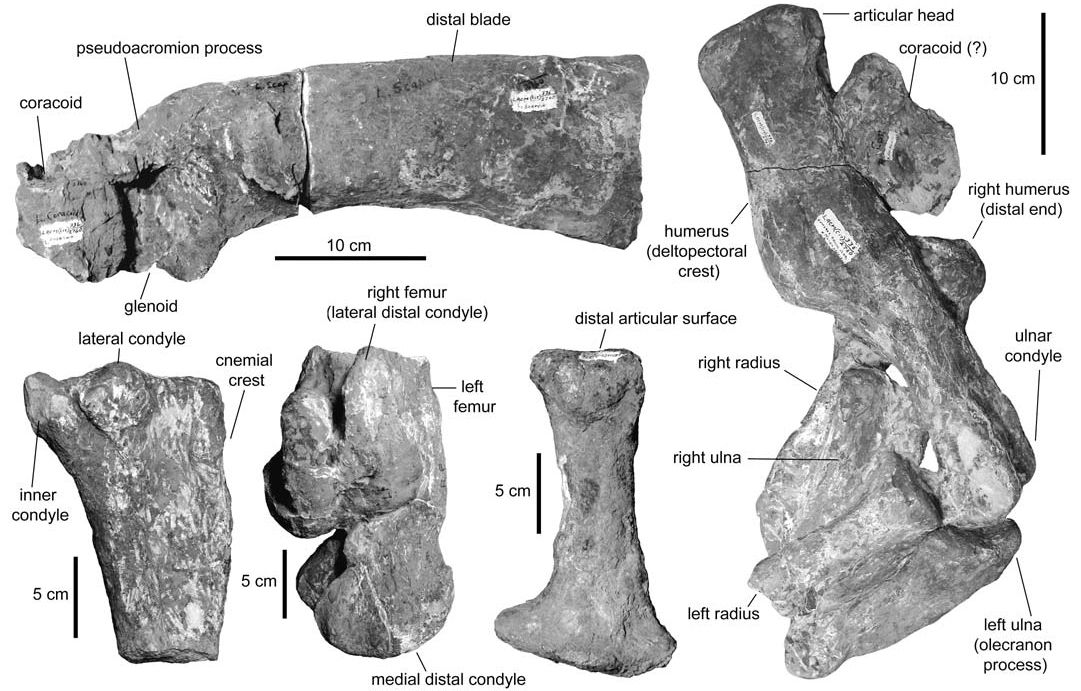
Fragments de membres et de côtes d'Augustynolophus.

Après avoir été décrit comme une espèce de Saurolophus, sous le nom binominal de S. morrisi, une étude plus approfondie des fossiles a révélé que la structure crânienne de Saurolophus morrisi était très différente de celles des autres espèces de Saurolophus, et ainsi le genre Augustynolophus a été érigé pour ce spécimen en 2015,.
Tous les spécimens ont été retrouvés en Californie. En tout, deux spécimens ont été retrouvés, l'un en 1943, référencé LACM/CIT 2852 qui constitue l'holotype. Il comprend la majorité du crâne, des vertèbres et des os provenant des membres. L'autre spécimen a été découvert en 1939, il est référencé LACM/CIT 2760 et composé aussi de fragments du crâne mais également des membres. De petite taille, le spécimen n'était probablement pas encore adulte,.
Augustynolophus est l'un des trois seuls dinosaures connus sur la côte ouest des États-Unis. Les deux autres sont Aletopelta coombsi du Campanien et une espèce non décrite de tyrannosaure en provenance de l'état de Washington.

## Classification
Augustynolophus est un hadrosauridé, de la sous-famille des saurolophinés et de la tribu des Saurolophini.

### Cladogramme
Au sein de la tribu des Saurolophini, il est accompagné des genres Saurolophus et Prosaurolophus selon A. Prieto-Márquez et ses collègues en 2016. L'étude phylogénétique de Penélope Cruzado-Caballero et J. E. Powell en 2017, lors de la description d'un nouveau genre de Saurolophini, Bonapartesaurus, ne retient pas le genre Augustynolophus.
Le cladogramme suivant est celui établi par Prieto-Márquez et ses collègues en 2016. Il montre la position d'Augustynolophus en groupe frère de Saurolophus au sein de la tribu des Saurolophini :
- - Telmatosaurus
  - 
    - 
      - Jintasaurus
      - Lophorhothon

    - 
      - Claosaurus
      - 
        - Tethyshadros
        - Hadrosauridae
          - Hadrosaurus
          - 
            - Saurolophidae
              - Eotrachodon

            - 
              - Lambeosaurinae
              - Saurolophinae
                - 
                  - Acristavus
                  - Maiasaura
                  - Brachylophosaurus

                - 
                  - 
                    - Naashoibitosaurus
                    - 
                      - Kritosaurus
                      - 
                        - Gryposaurus
                        - 
                          - « Big Bend UTEP 37.7 »
                          - 
                            - Willinakaqe
                            - Secernosaurus

                  - 
                    - "Sabinosaure" PASAC-1
                    - 
                      - 
                        - Prosaurolophus
                        - 
                          - Augustynolophus
                          - Saurolophus

                      - 
                        - Kerberosaurus
                        - 
                          - Kundurosaurus
                          - 
                            - Shantungosaurus
                            - Edmontosaurus

## Galerie

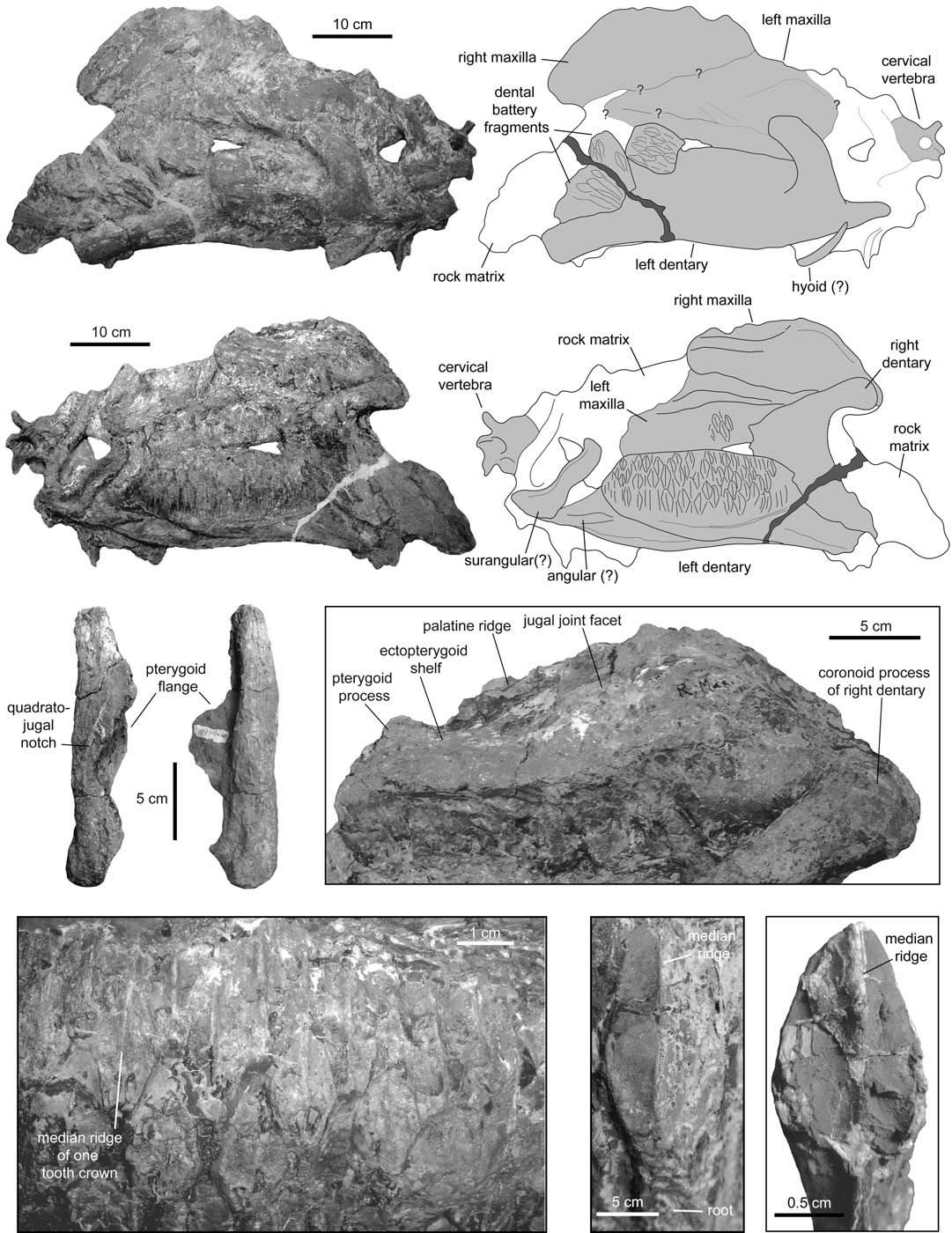
Os faciaux et fragments de mâchoire
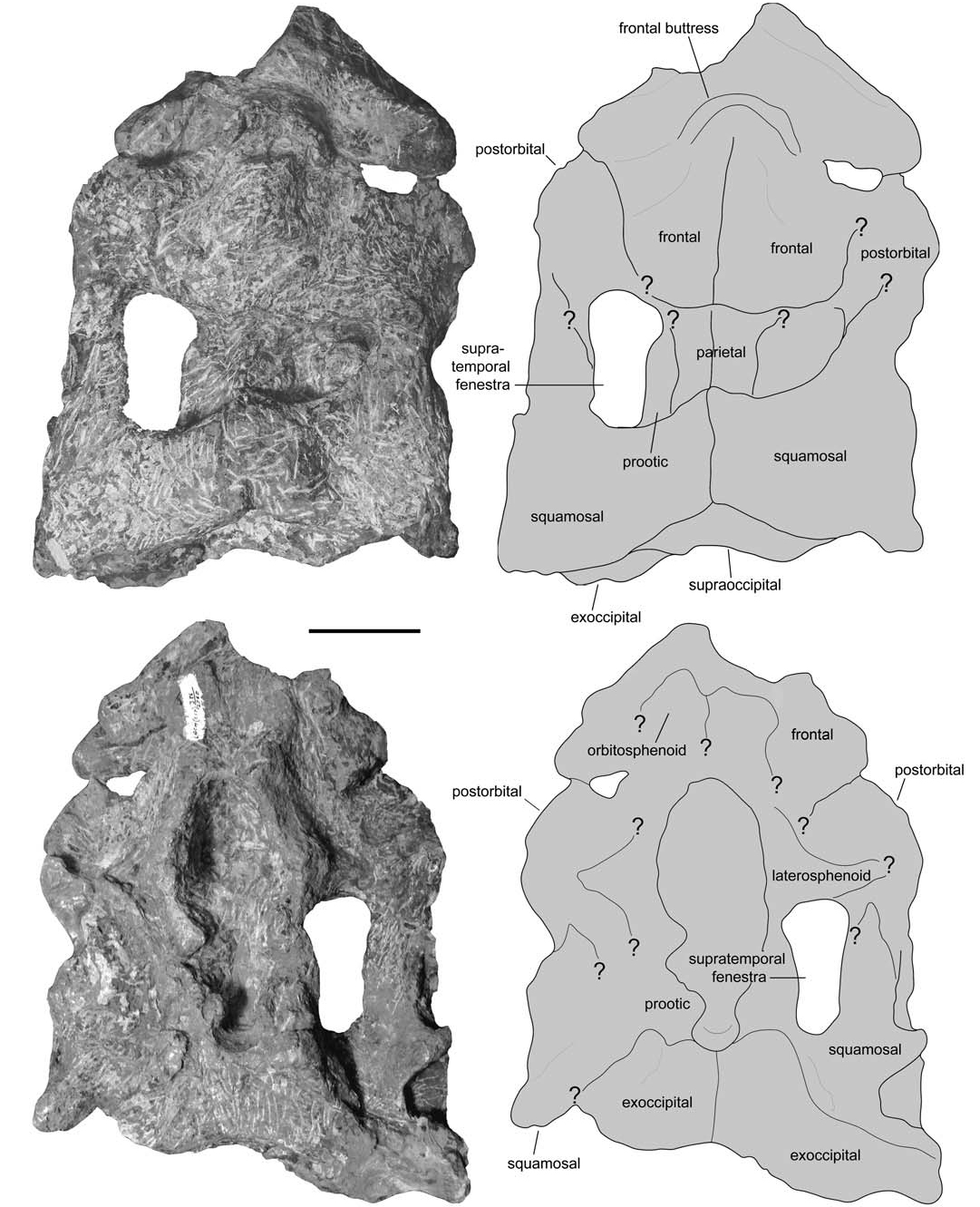
Crâne partiel